# Vincent Lecavalier
Vincent Lecavalier, nacido el 21 de abril de 1980 en L'Île-Bizard, Quebec, es un jugador canadiense retirado de hockey sobre hielo. Durante su carrera, Lecavalier jugó para el Tampa Bay Lightning, el Philadelphia Flyers, y el Los Angeles Kings.
Lecavalier fue redactado por el Tampa Bay Lightning en 1998. Fue el primero en general jugador escogido, y Lecavalier jugó por el Lightning desde su debut en 1998 hasta 2013. Durante su tiempo en Tampa, Lecavalier ganó el Stanley Cup en 2004, el único Cup de su carrera. Después de 15 años con el Lightning, el contrato de Lecavalier fue comprado y se firmó por el Flyers en 2013. Lecavalier jugó con el Flyers hasta el año 2016; él se unió al Kings en febrero de 2016, donde terminó su carrera.